# Berlinale 2024
La Berlinale 2024, 74e édition du festival international du film de Berlin (74. Internationale Filmfestspiele Berlin), se déroule du 15 au 25 février 2024.

## Déroulement et faits marquants

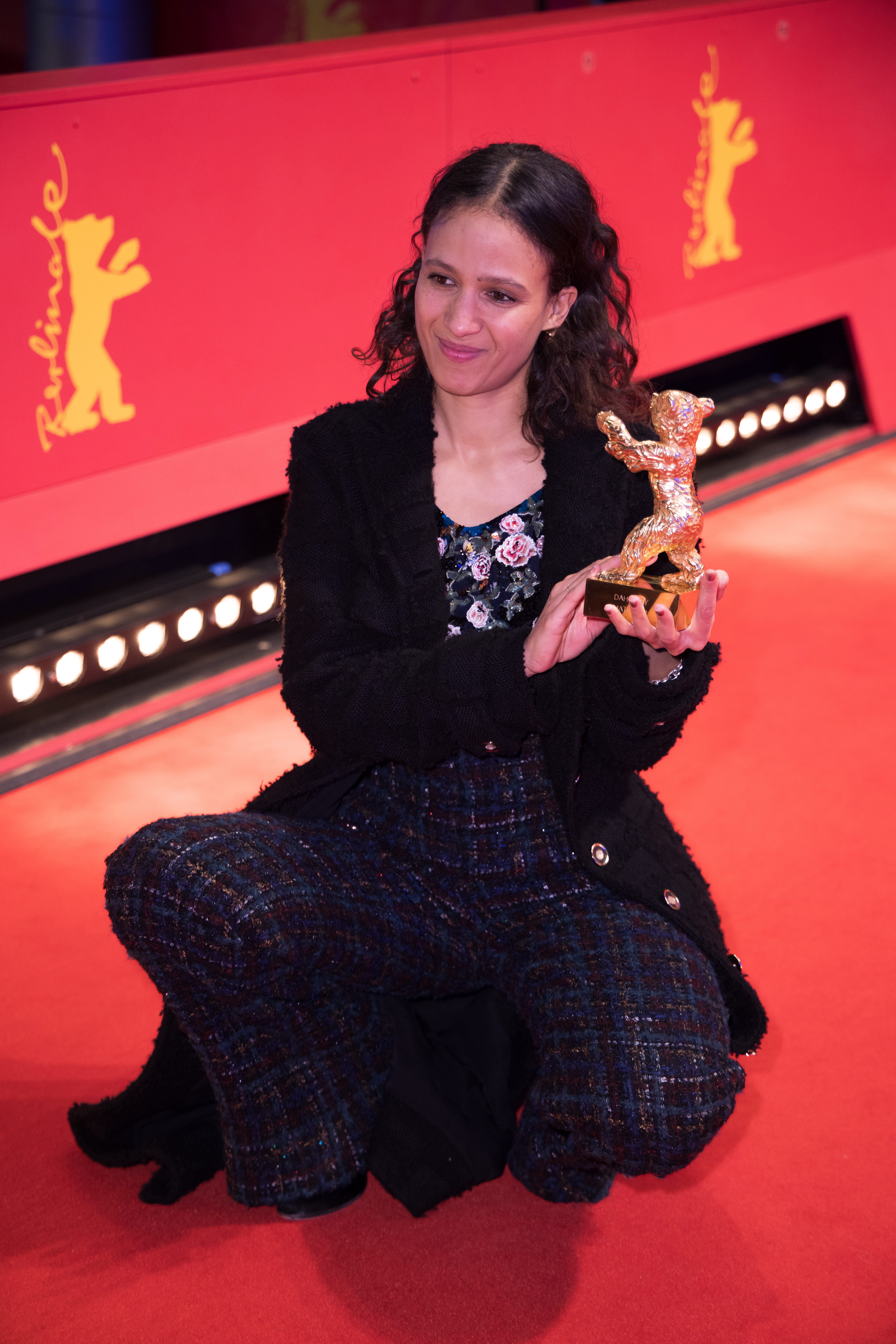
Mati Diop recevant l'Ours d'or pour le film Dahomey.

Le 11 décembre 2023, l'identité de la présidente du jury de la Berlinale 2024 est dévoilée : il s'agit de l'actrice kenyane Lupita Nyong'o.
Le 21 décembre, il est annoncé que le cinéaste américain Martin Scorsese recevra un Ours d'or d'honneur pour l'ensemble de sa carrière.
Le 24 février 2024, le palmarès est dévoilé : l'Ours d'or est remis au film Dahomey de Mati Diop, le Grand prix du jury au film A Traveler's Needs de Hong Sang-soo et le Prix du jury au film L'Empire de Bruno Dumont.

## Jurys

### Jury international

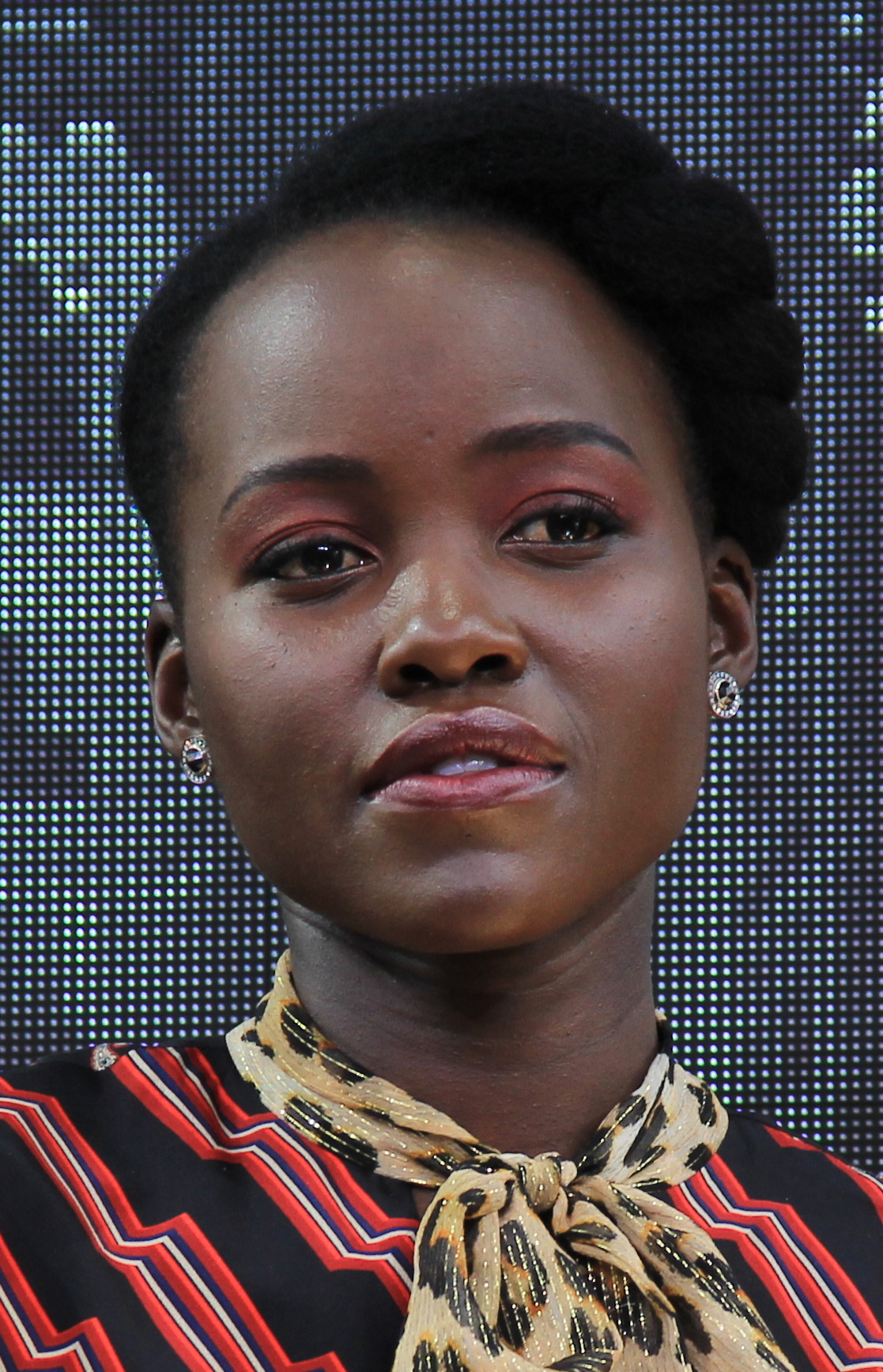
Lupita Nyong'o, présidente du jury international 2024.

- Lupita Nyong'o (présidente du jury), actrice  Kenya  Mexique
- Brady Corbet, acteur, réalisateur et scénariste  États-Unis
- Ann Hui, réalisatrice et scénariste  Hong Kong
- Christian Petzold, réalisateur et scénariste  Allemagne
- Albert Serra, réalisateur et scénariste  Espagne
- Jasmine Trinca, actrice et réalisatrice  Italie
- Oksana Zaboujko, écrivaine et poète  Ukraine

### Jury de la sélection Encounters
- Lisandro Alonso, réalisateur et scénariste  Argentine
- Denis Côté, réalisateur et scénariste  Canada
- Tizza Covi, réalisatrice et scénariste  Italie

### Jury des courts métrages
- Ilker Çatak, réalisateur et scénariste  Allemagne
- Xabier Erkizia, artiste  Espagne
- Jennifer Reeder, réalisatrice et scénariste  États-Unis

### Jury des premiers longs métrages
- Eliza Hittman, réalisatrice et scénariste  États-Unis
- Andréa Picard, programmatrice et critique  Canada
- Katrin Pors, productrice  Danemark

### Jury documentaire
- Abbas Fahdel, réalisateur et scénariste  France  Irak
- Thomas Heise, réalisateur  Allemagne
- Véréna Paravel, photographe et artiste visuelle  France

### Jury Generation
- Amjad Abu Alala, réalisateur et scénariste  Soudan
- Banafshe Hourmazdi, actrice  Allemagne
- Ira Sachs, réalisateur et scénariste  États-Unis

## Sélections

### Compétition
| Titre du film (titre original)                                    | Réalisation                          | Pays                           | Acteurs et actrices / Notes                                                                   |
| ----------------------------------------------------------------- | ------------------------------------ | ------------------------------ | --------------------------------------------------------------------------------------------- |
| A Different Man                                                   | Aaron Schimberg                      | États-Unis                     | Sebastian Stan, Renate Reinsve, Adam Pearson, Owen Kline                                      |
| La Voyageuse (여행자의 필요)                                      | Hong Sang-soo                        | Corée du Sud                   | Isabelle Huppert, Lee Hye-young, Kwan Hae-hyo, Cho Yun-hee, Ha Seong-guk                      |
| Another End                                                       | Piero Messina                        | Italie                         | Gael García Bernal, Renate Reinsve, Bérénice Bejo, Olivia Williams, Pal Aron                  |
| Architecton                                                       | Victor Kossakovsky                   | Allemagne France               | Film documentaire                                                                             |
| Black Tea                                                         | Abderrahmane Sissako                 | Mauritanie France              | Nina Mélo, Chang Han, Wu Ke-xi, Michael Chang                                                 |
| La Cocina                                                         | Alonso Ruizpalacios                  | Mexique États-Unis             | Raúl Briones Carmona, Rooney Mara, Anna Diaz, Matell Foster, Oded Fehr, John Pyper-Ferguson   |
| Dahomey                                                           | Mati Diop                            | Bénin France Sénégal           | Film documentaire                                                                             |
| The Devil's Bath (Des Teufels Bad)                                | Veronika Franz et Severin Fiala      | Autriche                       | Anja Plaschg, David Scheid, Maria Hofstätter                                                  |
| L'Empire                                                          | Bruno Dumont                         | France Belgique                | Brandon Vlieghe, Lyna Khoudri, Anamaria Vartolomei, Camille Cottin, Fabrice Luchini           |
| From Hilde, With Love (In Liebe, Eure Hilde)                      | Andreas Dresen                       | Allemagne                      | Liv Lisa Fries, Johannes Hegemann                                                             |
| Gloria!                                                           | Margherita Vicario                   | Italie Suisse                  | Galatéa Bellugi, Carlotta Gamba, Veronica Lucchesi, Maria Vittoria Dallasta, Sara Mafodda     |
| Hors du temps                                                     | Olivier Assayas                      | France                         | Vincent Macaigne, Micha Lescot, Nine d'Urso, Nora Hamzawi                                     |
| My Favourite Cake                                                 | Maryam Moghaddam et Behtash Sanaeeha | Iran Suède                     | Lily Farhadpour, Esmail Mehrabi                                                               |
| Langue étrangère                                                  | Claire Burger                        | France Belgique                | Lilith Grasmug, Josefa Heinsius, Nina Hoss, Chiara Mastroianni, Robert Gwisdek, Jalal Altawil |
| La Source                                                         | Meryam Joobeur                       | Tunisie Arabie saoudite        | Salha Nasraoui, Mohamed Hassine Grayaa, Malek Mechergui, Adam Bessa, Dea Liane                |
| Pepe                                                              | Nelson Carlo de Los Santos Arias     | République dominicaine Namibie | Jhon Narváez, Sor María Ríos, Fareed Matjila, Harmony Ahalwa, Jorge Puntillón García          |
| Shambala                                                          | Min Bahadur Bham                     | Népal                          | Thinley Lhamo, Sonam Topden, Tenzin Dalha, Karma Wangyal Gurung, Karma Shakya (en)            |
| Tu ne mentiras point (Small Things Like These) (film d'ouverture) | Tim Mielants                         | Irlande Belgique               | Cillian Murphy, Eileen Walsh, Emily Watson, Michelle Fairley, Ciarán Hinds                    |
| Sterben                                                           | Matthias Glasner                     | Allemagne                      | Corinna Harfouch, Lars Eidinger, Lilith Stangenberg, Ronald Zehrfeld, Robert Gwisdek          |
| Vogter                                                            | Gustav Möller                        | Danemark                       | Sidse Babett Knudsen, Sebastian Bull, Dar Salim                                               |

### Hors compétition

#### Berlinale Special Gala
| Titre du film (titre de référence) | Réalisation                  | Pays                   | Acteurs et actrices / Notes                                                                       |
| ---------------------------------- | ---------------------------- | ---------------------- | ------------------------------------------------------------------------------------------------- |
| Cuckoo                             | Tilman Singer                | Allemagne États-Unis   | Hunter Schafer, Dan Stevens, Jessica Henwick, Marton Csokas, Jan Bluthardt, Astrid Bergès-Frisbey |
| Love Lies Bleeding                 | Rose Glass                   | États-Unis Royaume-Uni | Kristen Stewart, Katy O'Brian, Ed Harris, Dave Franco, Jena Malone                                |
| The Roundup: Punishment            | Heo Myeong-haeng             | Corée du Sud           | Don Lee, Kim Moo-yul, Park Ji-hwan, Lee Dong-hwi                                                  |
| Seven Veils                        | Atom Egoyan                  | Canada                 | Amanda Seyfried, Rebecca Liddiard, Douglas Smith, Ambur Braid, Michael Kupfer-Radecky             |
| Spaceman                           | Johan Renck                  | États-Unis             | Adam Sandler, Carey Mulligan, Kunal Nayyar, Isabella Rossellini, Paul Dano                        |
| Treasure                           | Julia von Heinz              | Allemagne              | Lena Dunham, Stephen Fry, Zbigniew Zamachowski                                                    |
| Primitifs (Sasquatch Sunset)       | David Zellner Nathan Zellner | États-Unis             | Riley Keough, Jesse Eisenberg, Nathan Zellner, Christophe Zajac-Denek                             |
| Wu Suo Zhu (Abiding Nowhere)       | Tsai Ming-liang              | Taïwan États-Unis      | Sous forme de documentaire                                                                        |

#### Berlinale Special
| Titre du film (titre de référence)                   | Réalisation                    | Pays                        | Acteurs et actrices / Notes                                                  |
| ---------------------------------------------------- | ------------------------------ | --------------------------- | ---------------------------------------------------------------------------- |
| Abiding Nowhere                                      | Tsai Ming-liang                | Taïwan                      | Film documentaire                                                            |
| Averroès & Rosa Parks                                | Nicolas Philibert              | France                      | Film documentaire                                                            |
| The Box Man                                          | Gakuryu Ishii                  | Japon                       | Masatoshi Nagase, Tadanobu Asano, Koichi Sato, Ayana Shiramoto               |
| Dostoïevski (série télévisée)                        | Damiano et Fabio D'Innocenzo   | Italie                      | Filippo Timi, Gabriel Montesi, Carlotta Gamba, Federico Vanni                |
| Eleven Tomorrows : Berlinale Meets Football          | Collectif                      | Allemagne                   | Film documentaire                                                            |
| The Empty Grave                                      | Agnes Lisa Wegner et Cece Mlay | Allemagne Tanzanie          | Film documentaire                                                            |
| exergue - on documenta 14                            | Dimitris Athiridis             | Grèce                       | Film documentaire                                                            |
| Made in England: The Films of Powell and Pressburger | David Hinton                   | Royaume-Uni                 | Film documentaire                                                            |
| Shikun                                               | Amos Gitaï                     | Israël France Suisse        | Irène Jacob, Bahira Ablassi, Hana Laszlo, Menashe Noy, Pini Mittelman        |
| Supersex (série télévisée)                           | Collectif                      | Italie                      | Alessandro Borghi, Jasmine Trinca, Adriano Giannini, Linda Hardy, Saul Nanni |
| Turn in the Wound                                    | Abel Ferrara                   | Italie États-Unis Allemagne | Film documentaire                                                            |

### Panorama

#### Films de fictions
| Titre du film (titre de référence)                 | Réalisateur                   | Pays                                 | Acteurs principaux                                                                 |
| -------------------------------------------------- | ----------------------------- | ------------------------------------ | ---------------------------------------------------------------------------------- |
| All Shall Be Well                                  | Ray Yeung                     | Hong Kong, Chine                     | Patra Au Ga Man                                                                    |
| Andrea lässt sich scheiden                         | Josef Hader                   | Autriche                             | Birgit Minichmayr, Josef Hader, Thomas Schubert, Robert Stadlober, Thomas Stipsits |
| Betânia                                            | Marcelo Botta                 | Brésil                               | Diana Mattos                                                                       |
| Between the Temples                                | Nathan Silver                 | États-Unis                           | Jason Schwartzman, Carol Kane, Dolly de Leon, Caroline Aaron, Robert Smigel        |
| Crossing                                           | Levan Akin                    | Suède, Turquie, Danemark             | Mzia Arabuli, Lucas Kankava, Deniz Dumanlı                                         |
| Cu Li Never Cries                                  | Lân Phạm Ngọc                 | Viêt Nam, Philippines, Singapour     | Minh Châu Nguyễn, Hà Hoàng, Xuân An Ngô, Hà Phương Lê Thị                          |
| Every You Every Me                                 | Michael Fetter Nathansky      | Allemagne                            | Aenne Schwarz, Carlo Ljubek, Youness Aabbaz, Sara Fazilat, Naila Schuberth         |
| Faruk                                              | Aslı Özge                     | Allemagne, Turquie, France           | Faruk Özge                                                                         |
| Les Gens d'à côté                                  | André Téchiné                 | France                               | Isabelle Huppert, Hafsia Herzi, Nahuel Pérez Biscayart                             |
| I Saw the TV Glow                                  | Jane Schoenbrun               | États-Unis                           | Justice Smith, Brigette Lundy-Paine, Fred Durst, Danielle Deadwyler                |
| Janet Planet                                       | Annie Baker                   | États-Unis                           | Julianne Nicholson, Zoe Ziegler, Elias Koteas, Will Patton, Sophie Okonedo         |
| Jia ting jian shi (Brief History of a Family)      | Lin Jianjie                   | Chine                                | Zu Feng, Guo Keyu, Sun Xilun, Lin Muran                                            |
| Memorias de un cuerpo que arde                     | Antonella Sudasassi Furniss   | Costa Rica                           | Sol Carballo, Paulina Bernini, Juliana Filloy                                      |
| The Outrun                                         | Nora Fingscheidt              | Royaume-Uni, Allemagne               | Saoirse Ronan, Stephen Dillane, Saskia Reeves, Paapa Essiedu, Lauren Lyle          |
| Les Paradis de Diane (Paradises of Diane)          | Carmen Jaquier , Jan Gassmann | Suisse                               | Dorothée de Koon, Aurore Clément, Roland Bonjour, Omar Ayuso                       |
| Pendant ce temps sur Terre (Meanwhile on Earth)    | Jérémy Clapin                 | France                               | Megan Northam, Catherine Salée, Sam Louwyck, Roman Williams, Sofia Lesaffre        |
| Scorched Earth                                     | Thomas Arslan                 | Allemagne                            | Mišel Matičević, Marie Leuenberger, Alexander Fehling                              |
| Sex                                                | Dag Johan Haugerud            | Norvège                              | Jan Gunnar Røise, Thorbjørn Harr                                                   |
| The Visitor                                        | Bruce LaBruce                 | Royaume-Uni                          | Bishop Black, Macklin Kowal, Amy Kingsmill, Kurtis Lincoln, Ray Filar              |
| Yo vi tres luces negras (I Saw Three Black Lights) | Santiago Lozano Álvarez       | Colombie, Mexique, France, Allemagne | Jesús María Mina, Julián Ramirez, Carol Hurtado, John Alex Castillo                |
| Zeit Verbrechen (Série)                            | Collectif                     | Allemagne                            | Samuel Benito, Lars Eidinger                                                       |

### Forum
| Titre du film (titre de référence) | Réalisateur    | Pays         | Acteurs principaux                                   |
| ---------------------------------- | -------------- | ------------ | ---------------------------------------------------- |
| Exhuma (파묘)                      | Jang Jae-hyeon | Corée du Sud | Choi Min-sik, Kim Go-eun, Yoo Hae-jin et Lee Do-hyun |

### Berlinale Classics
| Titre du film (Titre de référence)                                                                               | Réalisateurs         | Année | Pays                                 | Acteurs, remarques |
| --- | -------------------- | ----- | ------------------------------------ | --- |
| Batalla en el cielo (titre original : Batalla en el cielo)                                                       | Carlos Reygadas      | 2005  | Mexique, Allemagne, Belgique, France | Marcos Hernández, Anapola Mushkadiz, Berta Ruiz, David Bornstein, Rosalinda Ramirez ; Berlinale Classics Special            |
| Vivre vite ! (titre original : Deprisa, deprisa)                                                                 | Carlos Saura         | 1981  | Espagne, France                      | Berta Socuéllamos, José Antonio Valdelomar González, Jesús Arias Aranzeque, José María Hervás Roldán, María del Mar Serrano |
| Godzilla (titre original : Gojira)                                                                               | Ishirō Honda         | 1954  | Japon                                | Akira Takarada, Momoko Kōchi, Akihiko Hirata, Takashi Shimura, Fuyuki Murakami                                              |
| Les Filles de Kohlhiesel                                                                                         | Ernst Lubitsch       | 1920  | Allemagne                            | Henny Porten, Emil Jannings, Gustav von Wangenheim                                                                          |
| Parade d’amour (titre original : The Love Parade)                                                                | Ernst Lubitsch       | 1929  | États-Unis                           | Maurice Chevalier, Jeanette MacDonald, Lupino Lane, Lillian Roth, Eugene Pallette                                           |
| Le Sacrifice (titre original : Offret)                                                                           | Andreï Tarkovski     | 1986  | Suède, France                        | Erland Josephson, Susan Fleetwood, Valérie Mairesse, Allan Edwall, Guðrún Gísladóttir                                       |
| Reifezeit (titre de festival anglais : Time of Maturity)                                                         | Sohrab Shahid Saless | 1975  | Allemagne                            | Mike Henning, Eva Manhardt, Charles Hans Vogt, Eva Lissa, Lothar Köster                                                     |
| Le Jour du fléau (titre original : The Day of the Locust                                                         | John Schlesinger     | 1975  | États-Unis                           | Donald Sutherland, Karen Black, Burgess Meredith, William Atherton, Geraldine Page                                          |
| La Saveur de la pastèque (titre original : Tian bian yi duo yun ; titre de festival anglais : The Wayward Cloud) | Tsai Ming-liang      | 2005  | Taïwan, France                       | Lee Kang-sheng, Chen Shiang-chyi, Lu Yi-Ching, Yang Kuei-mei, Yozakura Sumomo ; Berlinale Classics Special                  |
| After Hours | Martin Scorsese      | 1985  | États-Unis                           | Griffin Dunne, Rosanna Arquette, Verna Bloom, Thomas Chong, Linda Fiorentino                                                |

## Palmarès

### Compétition officielle
| Prix                                                     | Attribué à                                                              | Pays                           |
| -------------------------------------------------------- | ----------------------------------------------------------------------- | ------------------------------ |
| Ours d'or                                                | Dahomey de Mati Diop                                                    | Bénin France Sénégal           |
| Grand prix du jury                                       | A Traveler's Needs de Hong Sang-soo                                     | Corée du Sud                   |
| Prix du jury                                             | L'Empire de Bruno Dumont                                                | France Belgique                |
| Ours d'argent de la meilleure réalisation                | Pepe de Nelson Carlo de Los Santos Arias                                | République dominicaine Namibie |
| Ours d'argent de la meilleure performance                | Sebastian Stan dans A Different Man                                     | Roumanie États-Unis            |
| Ours d'argent de la meilleure performance de second rôle | Emily Watson dans Tu ne mentiras point (Small Things Like These)        | Royaume-Uni                    |
| Ours d'argent du meilleur scénario                       | Matthias Glasner pour Sterben                                           | Allemagne                      |
| Ours d'argent de la meilleure contribution artistique    | Martin Gschlacht (photographie) pour The Devil's Bath (Des Teufels Bad) | Autriche                       |

### Meilleur documentaire
- No Other Land de Basel Adra, Hamdan Ballal, Yuval Abraham et Rachel Szor

### Prix spécial
| Prix                | Attribué à      | Pays       |
| ------------------- | --------------- | ---------- |
| Ours d'or d'honneur | Martin Scorsese | États-Unis |